# Амін Адлі
Амін Адлі (араб. أمين عدلي, нар. 10 травня 2000, Безьє, Франція) — марокканський футболіст, нападник німецького клубу «Баєр 04» та національної збірної Марокко.

## Ігрова кар'єра

### Клубна
Займатися футболом Амін Адлі почав у своєму рідному місті Безьє. У 2015 році він приєднався до футбольної академії клубу «Тулуза». Починаючи з сезону 2018/19 футболіста почали залучати до тренувань першої команди та матчів дублюючого складу. У жовтні 2018 року футболіст підписав з клубом свій перший професійний контракт. А першу гру в основі він провів у грудні 2019 року у матчі Кубка ліги проти «Ліона». А за три дні Адлі дебютував у складі «Тулузи» у матчі чемпіонату Франції проти «Ніцци».
У серпні 2021 року Амін Адлі перейшов до «Баєра», підписавши з клубом п'ятирічний контракт. А першу гру у Бундеслізі Адлі провів 28 серпня 2021 року, коли вийшов на заміну у матчі проти «Аугсбурга».

### Збірна
На міжнародному рівні Амін Адлі починав виступати за юнацьку збірна Франції. Також провів 12 матчів у складі молодіжної збірної Франції.
Але у 2023 році він прийняв пропозицію від марокканської федерації футболу і 12 вересня того ж року дебютував у складі національної збірної Марокко в товариському матчі проти команди Буркіна-Фасо. Вийшов з перших хвилин матчу і відзначився гольовою передачею.

## Досягнення
- Чемпіон Німеччини (1):

«Баєр 04»: 2023–24
- Володар Кубка Німеччини (1):

«Баєр 04»: 2023–24
- Володар Суперкубка Німеччини (1):

«Баєр 04»: 2024